# Bogoslovskoje-begraafplaats

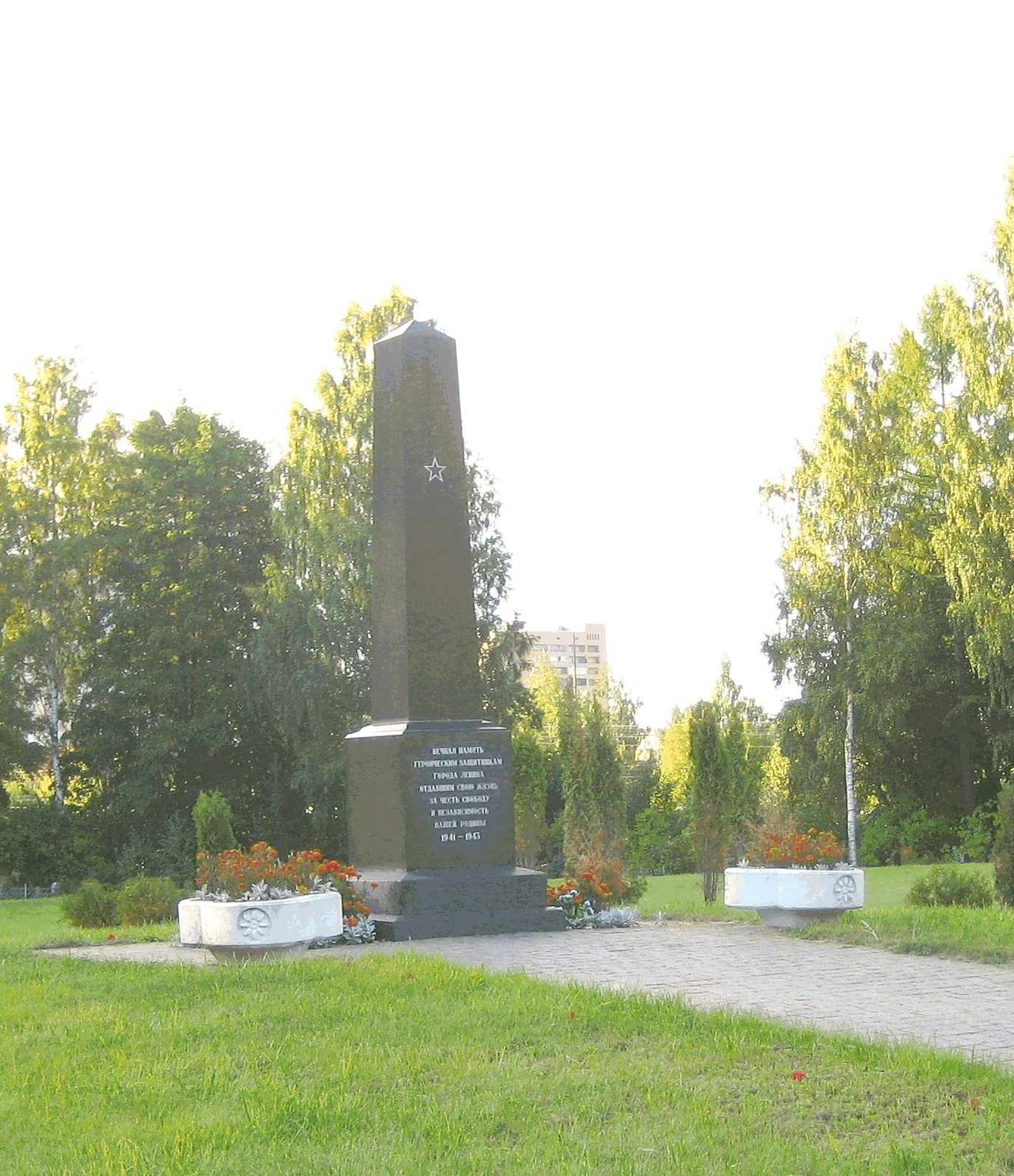
Obelisk op het massagraf van inwoners van Leningrad (1941-1943)

De Bogoslovskoje-begraafplaats (Russisch: Богословское кладбище, Bogoslovskoje kladbishche) is een begraafplaats in Sint-Petersburg in Rusland. De naam is afkomstig van het meermaals herbouwde kerkje ter plekke, dat is vernoemd naar de apostel Johannes, in het Russisch ook wel Іоанн Богослов (Ioann Bogoslov).

## Graven
Onder meer de volgende personen zijn op de Bogoslovskoje-begraafplaats begraven:
- Fridrikh Ermler (1898-1967), acteur en filmmaker
- Yuri German (1910-1967), schrijver en journalist
- Nikolaj Korotkov (1874-1920), vaatchirurg
- Kirill Lavrov (1925-2007), acteur
- Anatoli Marienhof (1897-1962), schrijver en dichter
- Jevgeni Mravinski (1903-1988), dirigent
- Dmitri Neljoebin (1971-2005), baanwielrenner
- Dmitri Olderogge (1903-1987), linguïst en etnograaf
- Leon Orbele (1882-1958), fysioloog
- Jevgeni Schwartz (1896-1958), toneelschrijver
- Jelena Sjoesjoenova (1969-2018), turnster
- Viktor Tsoj (1962-1990), zanger en acteur